# Otterbourne
Otterbourne är en ort och civil parish i Storbritannien.   Den ligger i grevskapet Hampshire och riksdelen England, i den södra delen av landet, 100 km sydväst om huvudstaden London. Otterbourne ligger 26 meter över havet och antalet invånare är 1 539.
Terrängen runt Otterbourne är huvudsakligen platt. Otterbourne ligger nere i en dal. Runt Otterbourne är det ganska tätbefolkat, med 172 invånare per kvadratkilometer. Närmaste större samhälle är Southampton, 12,3 km söder om Otterbourne. Trakten runt Otterbourne består till största delen av jordbruksmark.